# عمر سيديبيه
عمر سيديبيه (بالفرنسية: Oumar Sidibé)‏ هو لاعب كرة قدم مالي في مركز الوسط، ولد في 25 مارس 1990. شارك مع منتخب مالي لكرة القدم. أما مع النوادي، فقد لعب مع الملعب المالي وريال باماكو وفيتا كلوب ونادي الهلال.

## وصلات خارجية
- عمر سيديبيه على موقع قاعدة بيانات كرة القدم.إي يو (الإنجليزية)
- عمر سيديبيه على موقع ناشيونال فوتبول تيمز (الإنجليزية)
- عمر سيديبيه على موقع Soccerway.com (الإنجليزية)